# Fritz Erk
Fritz Erk (* 17. Oktober 1857 in Straubing; † 31. August 1919 in München) war ein deutscher Meteorologe.
Sein Vater Georg Erk war Gymnasialprofessor in Straubing und ab 1866 Studiendirektor in Passau. Seine Mutter Magdalene war die Tochter des Weinhändlers Jungkunz in Würzburg.
Ab 1877 studierte er in München Mathematik und Physik, legte 1880 das Lehramtsexamen ab und wurde 1881 Assistent von Wilhelm von Bezold an der Bayerischen Meteorologischen Zentralstation in München. Auf der Basis langjährigen Beobachtungen Johann von Lamont an der Sternwarte München promovierte er mit der Arbeit Die Bestimmung wahrer Tagesmittel der Temperatur.
1883 richtete er auf dem Wendelstein eine meteorologische Bergstation ein, 1890 folgte eine auf dem Hirschberg.
1885 wurde er zum Adjunkten der Zentralstation ernannt. 1887 habilitierte er mit der Arbeit Zwei Studien über die Anwendung einer räumlich-geometrischen Darstellung auf Probleme der Meteorologie, mit der die Isoplethenmethode eingeführt wurde. Sein Interesse galt der Erforschung der höheren Luftschichten, wobei er auf dem Grenzgebiet zwischen Meteorologie und Luftfahrt arbeitete und auch wissenschaftliche Ballonfahrten durchführte.
1890 heiratete er Luise, die Tochter des Augsburger Oberingenieurs Engelhardt, mit der er neben Sigmund Erk noch eine Tochter hatte.
1893 wurde er Direktor der Zentralstation. 1900 richtete er die Zugspitzwetterwarte ein und wurde im folgenden Jahr Honorarprofessor an der Universität München.

## Veröffentlichungen
- Die meteorologischen Beobachtungen auf dem Wendelstein.; 1886
- Die internationale Conferenz der Repräsentanten der Meteorologischen Dienste aller Länder in München (26. August bis 2. September 1891); 1891
- Der Einfluß der Alpen auf die klimatischen Verhältnisse der bayerischen Hochebene; 1892

## Belege
1. ↑  Karl Keil: Erk, Fritz. In: Neue Deutsche Biographie (NDB). Band 4, Duncker & Humblot, Berlin 1959, ISBN 3-428-00185-0, S. 589 f. (Digitalisat).

| Personendaten    | Personendaten         |
| ---------------- | --------------------- |
| NAME             | Erk, Fritz            |
| KURZBESCHREIBUNG | deutscher Meteorologe |
| GEBURTSDATUM     | 17. Oktober 1857      |
| GEBURTSORT       | Straubing             |
| STERBEDATUM      | 31. August 1919       |
| STERBEORT        | München               |